# 龍仁大學
龍仁大學（諺文：용인대학교），創立於1953年，位於京畿道龍仁市遠慮洞設置校園，是一所綜合型私立大學。

## 簡介
龍仁大學，1992年4月改編校名為大韓體育科學大學，同年9月改編為現在的校名。1997年10月設置了物理治療科學大學院，1997年11月設置了特殊體育研究所、人文社會科研究所，1998年3月有武道大學、體育科學大學、藝術大學、經營大學、自然科學大學共有五個單科大學，37個學科。在校生人數為4577人，教授136人，畢業生9050人。

## 著名校友
- 金東炫－柔道系學士，體育研究所碩士
- 尹世雅－演劇學系
- 金思朗－國樂學碩士
- 元斌－媒體戲劇學系畢業－現讀碩士班
- 白珍熙－電影映像系
- 姜熙建－警护学系
- 成勛－社會體育系學士
- 黃智佑：7公主成員-話劇學系

## 交通
地鐵：●龙仁轻电铁 市廳·龍仁大學站